# 跳接線
跳接線是一种将一个电子或光学设备与另一个电子或光学设备相互连接以进行信号路由的电线或光线。跳接線能將不同类型的设备（如將计算机與交换机連接，或將路由器與交换机連接）相互连接。